# میدوز آف دن (ویرجینیا)
میدوز آف دن (به انگلیسی: Meadows of Dan) یک منطقهٔ مسکونی در ایالات متحده آمریکا است که در شهرستان پاتریک، ویرجینیا واقع شده‌است.